# Fayette County (Tennessee)
Das Fayette County ist ein County im US-amerikanischen Bundesstaat Tennessee. Das U.S. Census Bureau hat bei der Volkszählung 2020 eine Einwohnerzahl von 41.990 ermittelt. Der Verwaltungssitz (County Seat) ist Somerville.
Das Fayette County ist Bestandteil der Metropolregion Memphis.

## Geografie
Das County liegt im Südwesten von Tennessee, grenzt im Süden an Mississippi und hat eine Fläche von 1829 Quadratkilometern, wovon 4 Quadratkilometer Wasserfläche sind. Seine Westgrenze bildet der Mississippi River, in den auch der das ganze County durchströmende Loosahatchie River und der Wolf River münden. An das Fayette County grenzen folgende Nachbarcountys:
| Tipton County | Haywood County                |                             |
| Shelby County |                               | Hardeman County             |
|               | Marshall County (Mississippi) | Benton County (Mississippi) |

## Geschichte

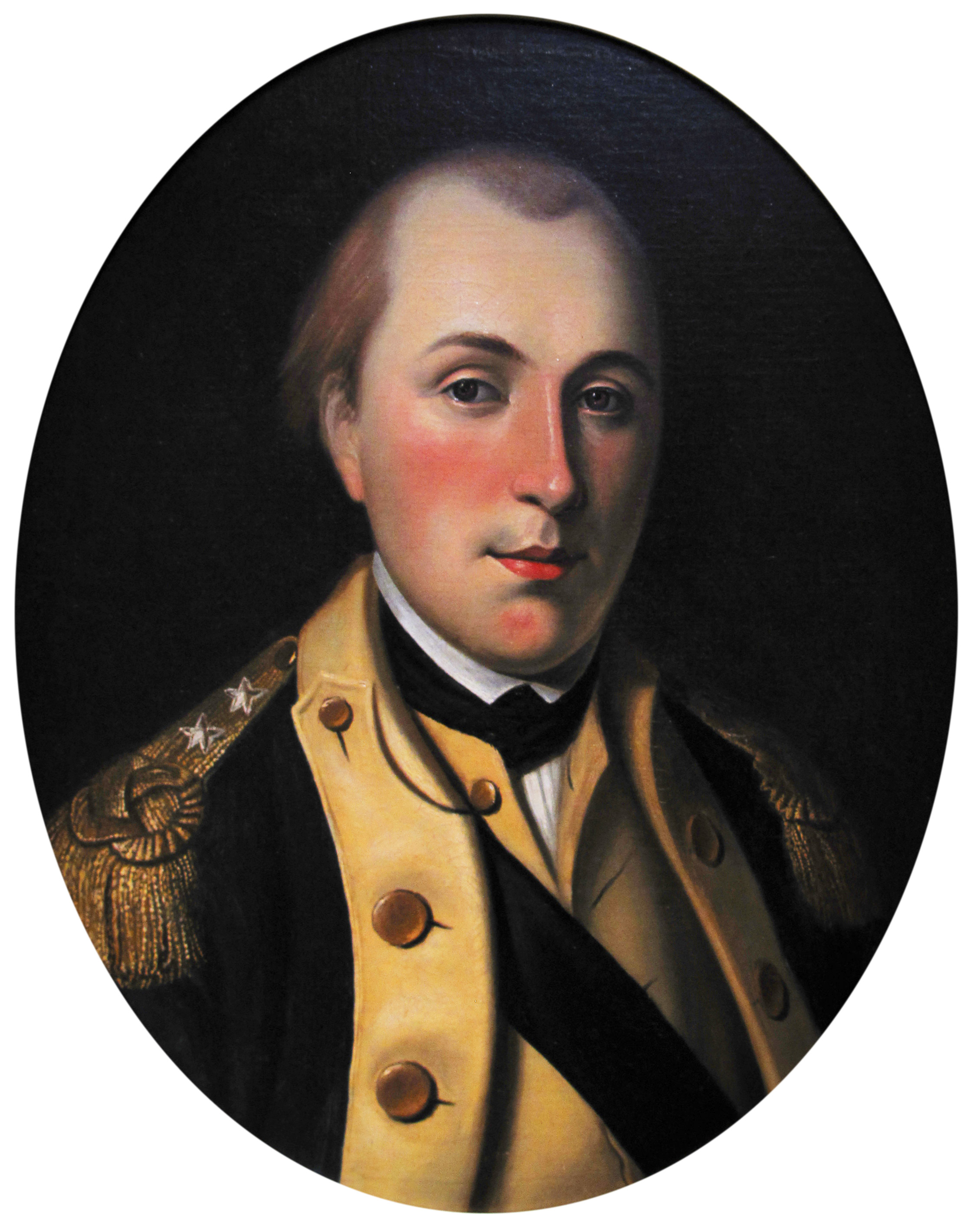
La Fayette

Das Fayette County wurde am 29. September 1824 aus Teilen des Hardeman County und des Shelby County gebildet. Benannt wurde es nach Marie-Joseph Motier, Marquis de La Fayette, der auf der Seite der Kolonisten am Amerikanischen Unabhängigkeitskrieg teilnahm und eine wichtige Rolle in der Französischen Revolution spielte.

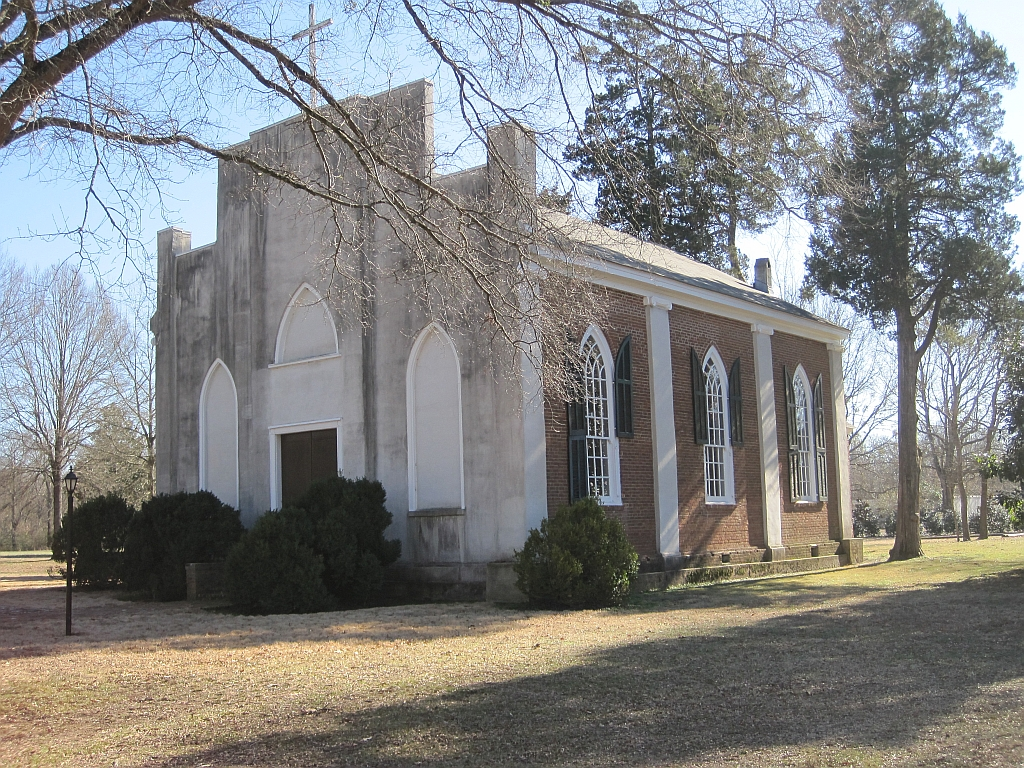
Die Immanuel Church ist einer von zwölf Einträgen des Countys im NRHP.

Zwölf Bauwerke und Stätten des Countys sind im National Register of Historic Places (NRHP) eingetragen (Stand 13. August 2018).

## Demografische Daten
Nach der Volkszählung im Jahr 2010 lebten im Fayette County 38.413 Menschen in 13.498 Haushalten. Die Bevölkerungsdichte betrug 21 Einwohner pro Quadratkilometer. In den 13.498 Haushalten lebten statistisch je 2,72 Personen.
Ethnisch betrachtet setzte sich die Bevölkerung zusammen aus 70,3 Prozent Weißen, 28,0 Prozent Afroamerikanern, 0,3 Prozent amerikanischen Ureinwohnern, 0,6 Prozent Asiaten sowie aus anderen ethnischen Gruppen; 0,8 Prozent stammten von zwei oder mehr Ethnien ab. Unabhängig von der ethnischen Zugehörigkeit waren 2,4 Prozent der Bevölkerung spanischer oder lateinamerikanischer Abstammung.
22,6 Prozent der Bevölkerung waren unter 18 Jahre alt, 61,9 Prozent waren zwischen 18 und 64 und 15,5 Prozent waren 65 Jahre oder älter. 50,3 Prozent der Bevölkerung war weiblich.
Das jährliche Durchschnittseinkommen eines Haushalts lag bei 56,729 USD. Das Pro-Kopf-Einkommen betrug 26.898 USD. 13,0 Prozent der Einwohner lebten unterhalb der Armutsgrenze.

## Ortschaften im Fayette County
Citys
- Gallaway
- Grand Junction1
- Moscow
- Williston

Towns
| - Braden - La Grange - Oakland | - Rossville - Somerville |

Unincorporated Communities
| - Eads - Elba - Hickory Withe - Laconia - Liberty Hill | - Macon - Piperton - Yum Yum - Zu Zu |

1 – überwiegend im Hardeman County

## Gliederung
Das Fayette County ist in acht durchnummerierte Distrikte eingeteilt:
| Distrikt | Einwohner (2010) | FIPS     |
| -------- | ---------------- | -------- |
| 1        | 5209             | 47-90048 |
| 2        | 1637             | 47-90238 |
| 3        | 4240             | 47-90428 |
| 4        | 8831             | 47-90618 |
| 5        | 5603             | 47-90808 |
| 6        | 3492             | 47-90998 |
| 7        | 4692             | 47-91188 |
| 8        | 4709             | 47-91378 |